# بازجنگل‌کاری

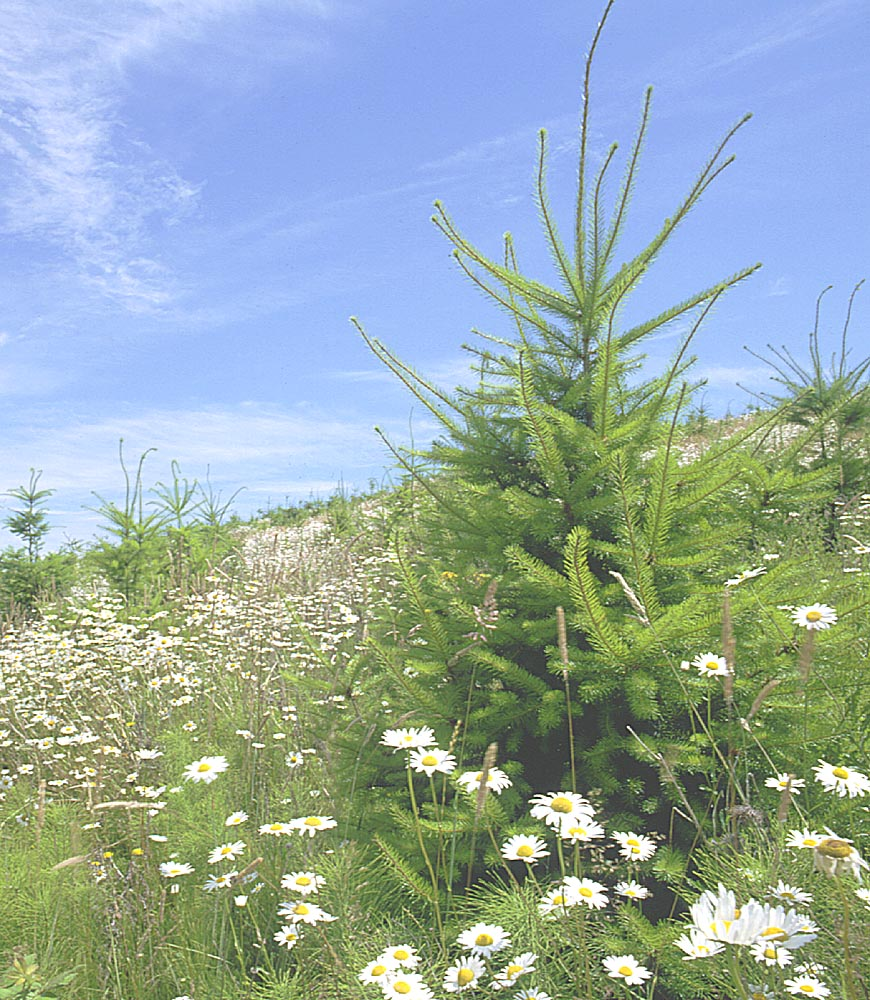
یک قطعه زمین بازجنگل‌کاری‌شده ۱۵ ساله

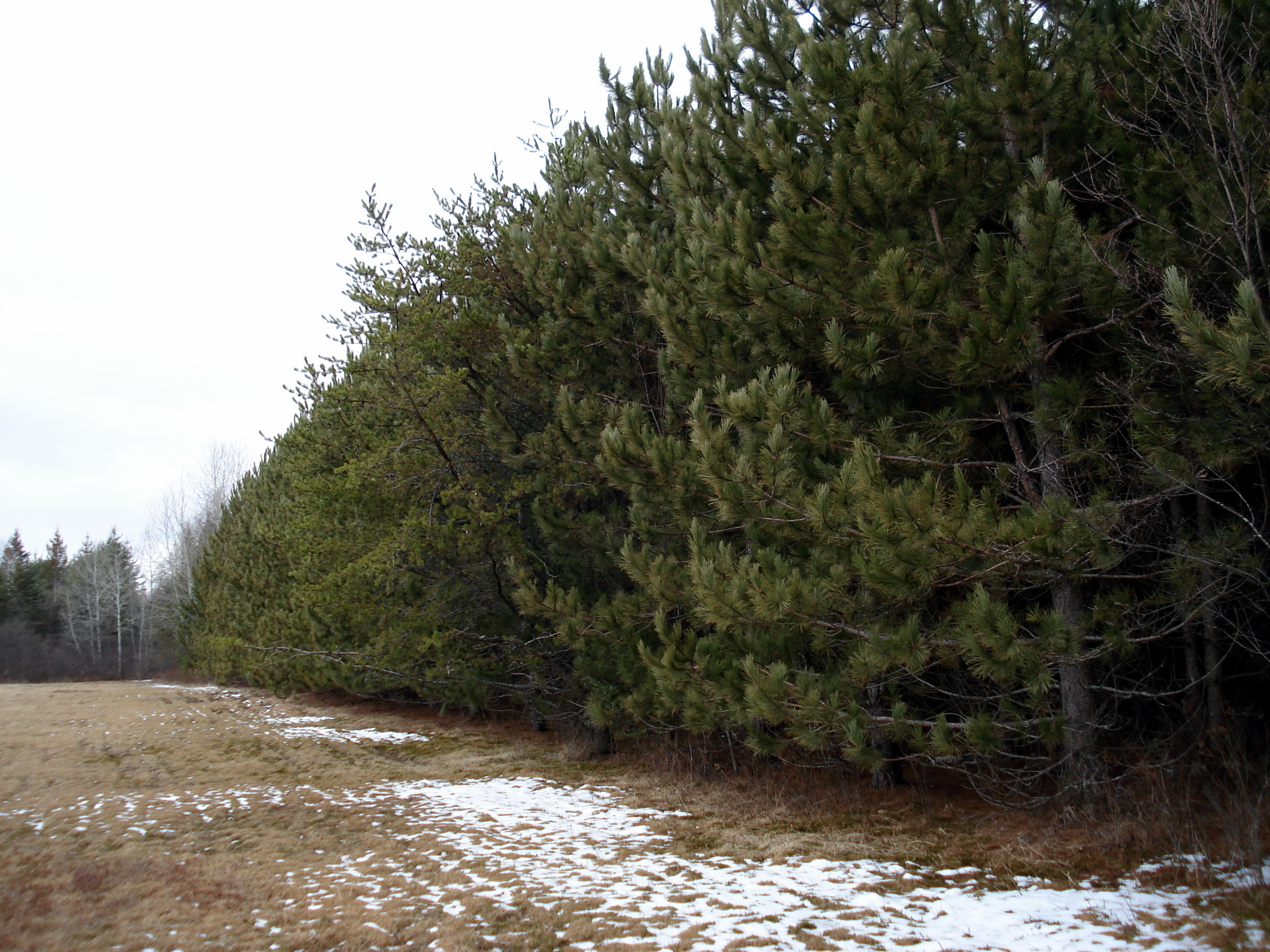
یک درخت‌زار ۲۱ ساله صنوبر قرمز در انتاریو جنوبی

بازجنگل‌کاری (به انگلیسی: Reforestation) فرایندِ طبیعی یا عمدی کاشت و بازیابی جنگل و بیشه‌زارهایی است که تماماً از راهِ جنگل‌زدایی ریشه‌کن شده‌اند.
بازجنگل‌کاری می‌تواند با افزایشِ کیفیتِ هوا به کاهشِ آلودگیِ زیستگاههای انسانی و اکوسیستم کمک کند و از فرایندِ گرمایش جهانی بکاهد.
جنگل‌کاری را می‌توان برای خنثی کردن و اصلاح اثرات جنگل‌زدایی و بهبود کیفیت زندگی انسان از طریق جذب آلودگی و گرد و غبار از هوا، بازسازی زیستگاه‌ها و اکوسیستم‌های طبیعی، کاهش گرمایش جهانی از طریق جداسازی زیستی دی‌اکسید کربن اتمسفر و برداشت برای منابع، به ویژه چوب، و همچنین محصولات جنگلی غیرچوبی استفاده کرد. از آغاز قرن بیست و یکم، توجه زیادی به احیای جنگل‌ها به عنوان تکنیکی برای کاهش تغییرات آب و هوایی به عنوان یکی از بهترین روش‌ها برای انجام آن شده‌است.

## خوانشِ بیشتر
- Bonan, G. B. (2008). "Forests and climate change: Forcings, feedbacks, and the climate benefits of forests". Science. 320 (5882): 1444–1449. doi:10.1126/science.1155121. PMID 18556546.
- Scheil, D.; Murdiyarso, D. (2009). "How Forests Attract Rain: An Examination of a New Hypothesis". BioScience. 59 (4): 341–347. doi:10.1525/bio.2009.59.4.12.